# Paul Bertz
Paul Bertz (* 2. August 1886 in Mühlhausen/Thüringen; † 18. oder 19. April 1950 in Chemnitz) war ein deutscher Politiker der Weimarer Republik und Reichstagsabgeordneter (KPD).

## Leben
Paul Bertz war Werkzeugschlosser in Zwickau und später Betriebsrat in den Wanderer-Werken. Seit 1910 Mitglied der SPD schloss Bertz sich während des Ersten Weltkrieges dem Spartakusbund und mit deren Gründung Ende 1918 der KPD an. In dieser gehörte Bertz zum „linken“ Parteiflügel um Ruth Fischer und Arkadi Maslow und wurde, nachdem diese 1924 die Parteiführung übernommen hatten, Orgleiter und zeitweise auch Polleiter des Bezirks Erzgebirge-Vogtland. Von 1922 bis 1925 war er Mitglied des Sächsischen Landtags. Für den Wahlkreis Chemnitz-Zwickau saß er in der 3. und 4. Wahlperiode von Ende 1924 bis 1930 im Reichstag. 1925 wurde er auch zum Kandidaten des Zentralkomitees und ins erweiterte Exekutivkomitee der Komintern gewählt und war 1926 bis 1927 einer der führenden Persönlichkeiten der Chemnitzer Opposition, einer in Opposition zur Parteiführung um Ernst Thälmann stehenden innerparteilichen Strömung. Ab 1928 spielte Bertz zeitweise eine wichtige Rolle in der Gewerkschaftspolitik der KPD, nach 1930 verringerte sich jedoch sein innerparteilicher Einfluss, als er gemeinsam mit Paul Merker „linker Abweichungen“ bezichtigt wurde. In den folgenden Jahren war er als Funktionär der Revolutionären Gewerkschafts-Opposition (RGO) aktiv, in deren Reichskomitee er zeitweise aktiv mitwirkte.
Nach der Machtübernahme der NSDAP war er zunächst als Instrukteur in der illegalen Widerstandstätigkeit aktiv und emigrierte er Ende 1933 in die Niederlande, von wo aus er unter dem Decknamen Johann die Abschnittsleitung West der KPD koordinierte. 1935 und erneut 1939 wurde er wieder ins ZK der Partei berufen. 1934 ging er nach Frankreich. Bertz war Teilnehmer der Brüsseler Konferenz der KPD. Von Juni bis Dezember 1935 war er Leiter des KPD-Grenzstützpunkts in Zürich. Nachdem er nach Kriegsausbruch zeitweise interniert worden war, konnte Bertz 1940 nach der Niederlage Frankreichs in die Schweiz flüchten. 1940 bis 1943 leitete er die KPD-Gruppe in der Schweiz und unterstützte die Bewegung Freies Deutschland. Später verlor Bertz erneut seinen Einfluss in der Partei, da er sich gegen den deutsch-sowjetischen Nichtangriffspakt ausgesprochen hatte, die deutsche Staatsbürgerschaft wurde ihm von den NS-Behörden im November 1939 aberkannt. Jürgen Kuczynski, der mit Bertz in Paris zusammenarbeitete, schätze ihn als großartigen Menschen und „Kaderchef“, der ihn durch vorsichtige Berichte nach Moskau schützte.
Bertz kehrte 1945 nach Deutschland zurück. Er war zunächst Stellvertreter des Präsidenten der Deutschen Zentralverwaltung der Justiz sowie stellvertretender Leiter der Abteilung Werkstätten der Deutschen Zentralverwaltung für Verkehr in der SBZ, seit 1949 dann Direktor der Kommunalen Wirtschaftsunternehmen (KWU) in Chemnitz. Bertz gehörte zu den wenigen bekannteren KPD-Mitgliedern, welche sich gegen die Zwangsvereinigung von SPD und KPD zur SED wandten, u. a. aus diesem Grunde konnte er in der SED keine hauptamtliche Funktion mehr bekleiden.
Bertz war in der eigenen Partei verdächtig, da er häufiger die Parteilinie kritisiert hatte und während der NS-Zeit in den Westen geflüchtet war. Im Rahmen der Säuberungen im Zusammenhang mit Noel Field hatte Bertz dann einen Bericht an Hermann Matern zu verfassen und wurde im Frühjahr 1950 nach Berlin vor die Zentrale Parteikontrollkommission (ZPKK) geladen, die Matern seit 1948 leitete. Bertz hatte auch während seiner Zeit im Exil und bereits in Berlin Kontakte zu Noel Field unterhalten und war deshalb verdächtig. Seinem Leben setzte er am 18. oder eher am 19. April 1950 in Chemnitz ein Ende. In der Stadt erinnert heute die Paul-Bertz-Straße an den früheren Reichstagsabgeordneten.